# Xie Daoyun
Dans ce nom, le nom de famille, Xie, précède le nom personnel.
Xie Daoyun (en chinois simplifié : 谢道韫 ; chinois traditionnel : 謝道韞), née avant 340, morte après 399, est une femme de lettres et calligraphe chinoise, à l’époque de la dynastie Jin de l'Est.

## Biographie
Elle est née dans ce qui est maintenant la province du Henan, et appartient à la famille Xie dont plusieurs membres ont tenu des rôles politiques et militaires importants. Elle est la fille de Xie Yi (谢奕) et une sœur du général Xie Xuan (謝玄), un des  vainqueurs de la bataille de la rivière Fei. Sa mère a donné naissance à au moins cinq enfants. Elle est également la nièce préférée du premier ministre et lettré Xie An. Son oncle Xie An aimait passer du temps avec ses nièces et neveux et discuter avec eux de littérature et de philosophie. Sa production littéraire est marquée par des influences taoïstes et confucianistes,.
Elle épouse Wang Ningzhi, fils d'un célèbre calligraphe. Ils ont eu plusieurs enfants ensemble.  Xie Daoyun et ses enfants accompagnent Wang Ningzhi à Jiangzhou, quand il est devenu inspecteur régional. Ils sont confrontés à des mouvements sociaux et des rébellions. Son mari et ses fils sont tués. L’apprenant, elle constitue une petite troupe qui entre en contact avec les rebelles. Elle dit en avoir tué plusieurs avant d'être faite prisonnière ainsi que son petit-fils. Lorsque le chef rebelle, Sun En (en), envisage de tuer son petit-fils ainsi, elle lui demande de la tuer en premier. Admiratif de son comportement, Sun En les laisse repartir sain et sauf. Xie Daoyun retourne vivre dans la famille Wang, et se consacre à l’écriture de poèmes.,.
Le Livre des Jin lui consacre une biographie, affirmant la popularité de sa production littéraire. Elle a été considérée comme un symbole de talent féminin,.